# Реформы Александра II

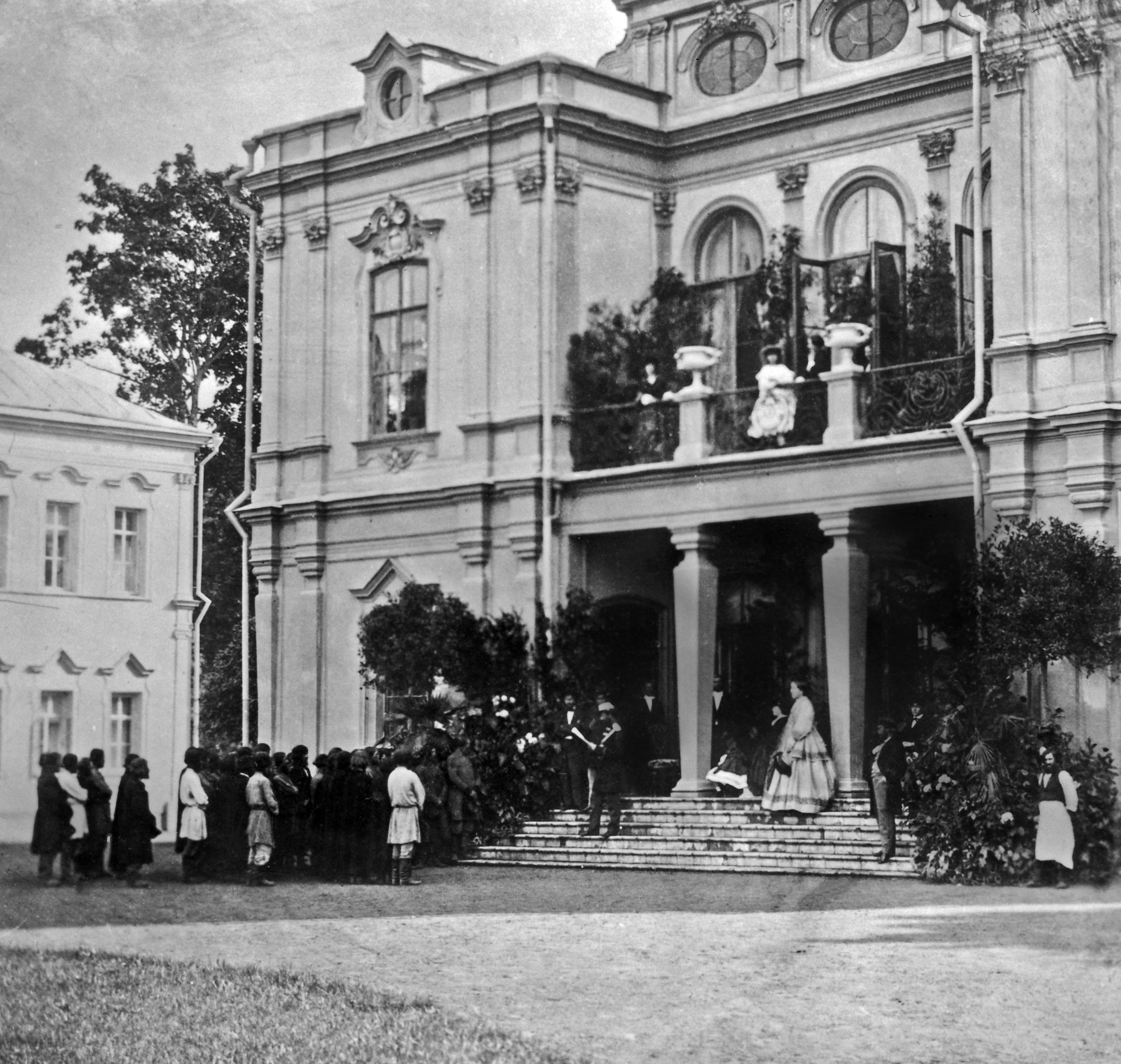
Мировой посредник зачитывает со ступеней господского дома Положение об освобождении крестьян

«Великие реформы» — беспрецедентные по масштабу реформы Российской империи, проведённые во времена правления императора Александра II, в 1860-е и 1870-е годы:
- Отмена крепостного права (1861)
- Финансовая реформа (1863)
- Реформа высшего образования (1863)
- Земская реформа (1864)
- Судебная реформа (1864)
- Цензурная реформа (1865)
- Реформа городского самоуправления (1870)
- Реформа среднего образования (1871)
- Военная реформа (1874)

Эти преобразования решили ряд давно наболевших социально-экономических проблем, расчистили дорогу для развития капитализма в России, расширили границы гражданского общества и правового государства, однако доведены до конца не были.
К концу царствования Александра II под воздействием консерваторов некоторые реформы (судебная, земская) были ограничены. Контрреформы, развёрнутые его преемником Александром III, затронули также положения крестьянской реформы и реформы городского самоуправления.

## Просвещённые бюрократы

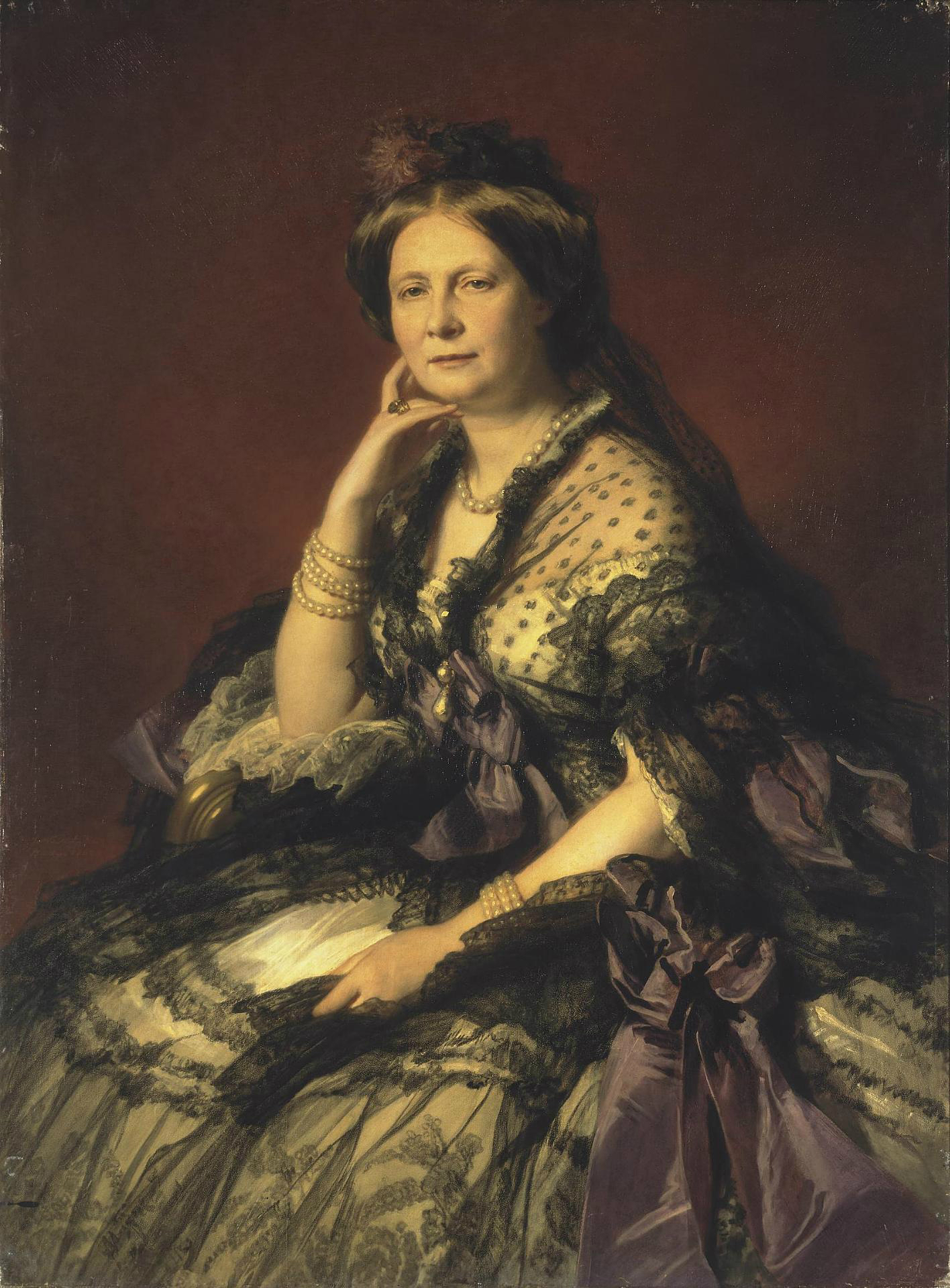
Один из самых последовательных и влиятельных сторонников реформ — великая княгиня Елена Павловна

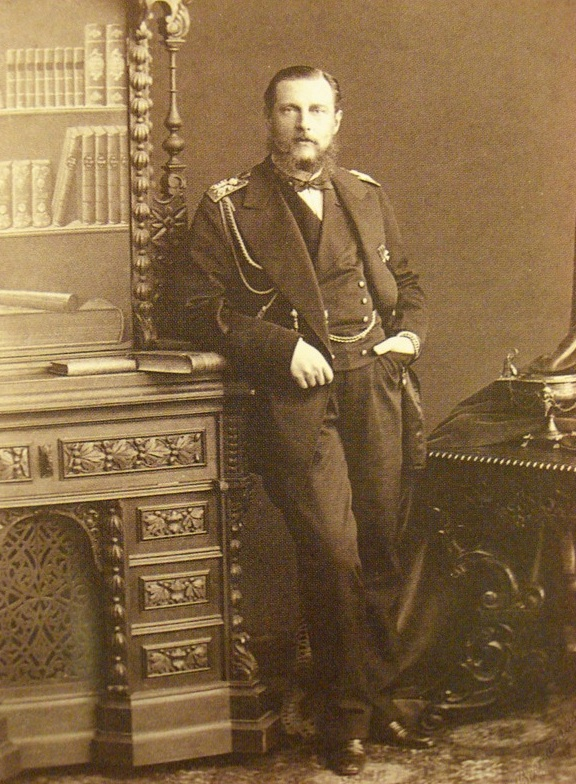
Великий князь Константин Николаевич

Главной действующей силой подготовки и проведения реформ был небольшой круг высших чиновников, начавший складываться в 1830—1840-е годы. В западной историографии этот круг именуют «просвещёнными бюрократами», в отечественной историографии с 1960-х годов широко используется термин «либеральные бюрократы». Современники называли их «красными», «прогрессистами», «демократическими чиновниками» и противопоставляли «реакционерам» и «крепостникам». «Либеральных бюрократов» объединяло убеждение в необходимости отмены крепостного права, преобразования суда, местного управления и других сфер жизни. Главной движущей силой преобразований «либеральные бюрократы» рассматривали неограниченную власть императора.
Основными центрами, вокруг которых группировались «либеральные бюрократы» в 1840—1850-е годы, были салон великой княгини Елены Павловны и Морское министерство, вместе с тесно связанным с ним Русским географическим обществом, возглавляемые великим князем Константином Николаевичем. Отдельные видные сановники (П. Д. Киселёв, Л. А. Перовский, С. С. Ланской), выдвинувшиеся в царствование Николая I, поддерживали и привлекали на службу «просвещённую молодёжь». Со вступлением на престол Александра II «либеральные бюрократы» смогли приступить к гласному обсуждению необходимых преобразований, а затем, заняв высшие посты, к их осуществлению. Чтобы снять напряжение между властью и аристократической оппозицией, после завершения преобразований Александр II неоднократно отстранял «либеральных бюрократов» от влиятельных постов, но при необходимости вновь прибегал к их услугам.

## Крестьянская реформа
Основными причинами реформы были: кризис крепостнической системы, крестьянские волнения, особенно усилившиеся во время Крымской войны. Крестьяне, к которым царская власть обратилась за помощью, призывая в ополчение, полагали тем самым, что своей службой они заслужат себе свободу от крепостной зависимости. Надежды крестьян не оправдались. Росло число крестьянских выступлений. Если за 1856 год произошло 66 выступлений, то за 1859 — уже 797. Значительную роль в отмене крепостного права играли нравственный аспект и вопрос государственного престижа. 

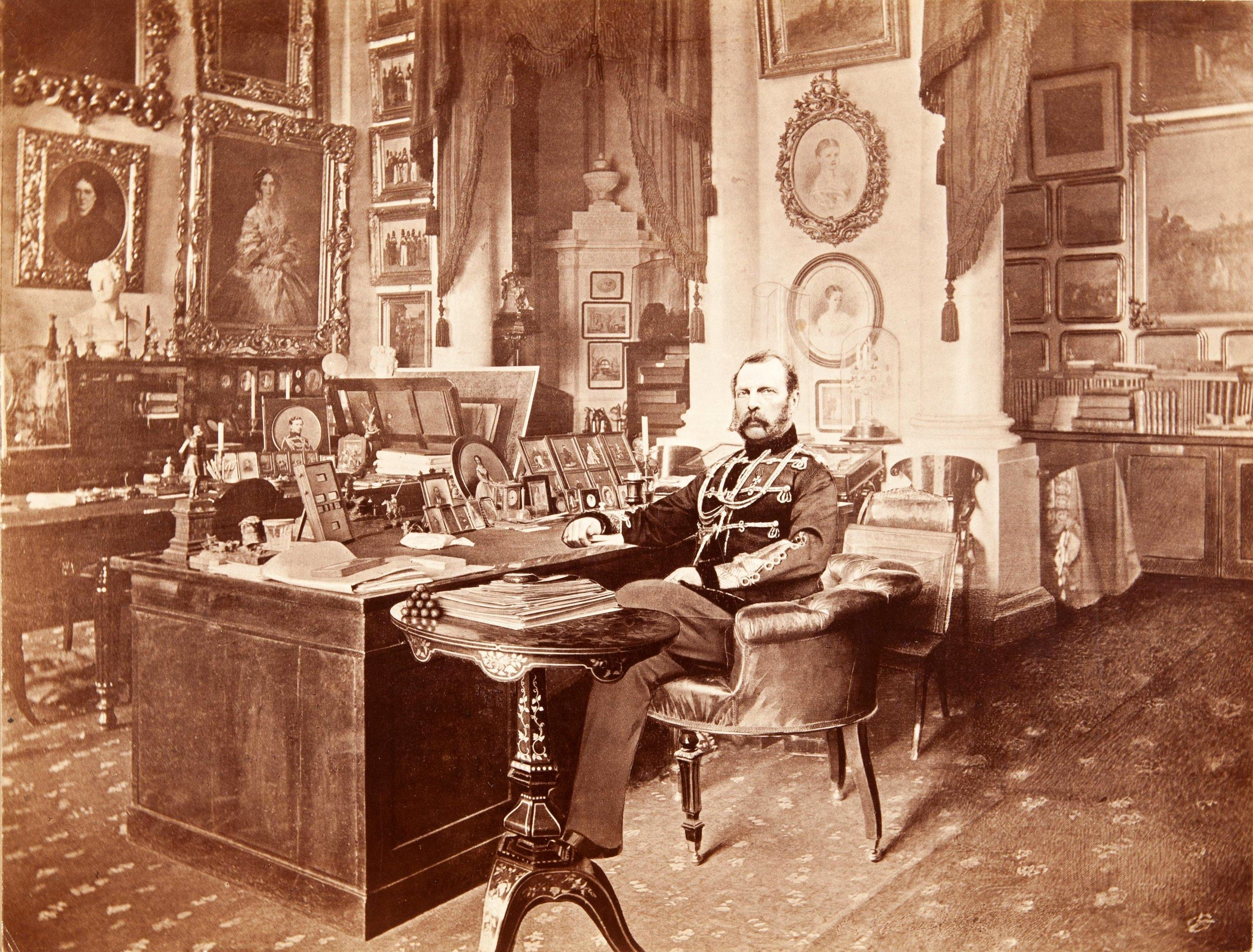
Александр II в своём кабинете.

3 января 1857 года был учреждён новый Секретный комитет по крестьянскому делу в составе 11 человек (бывший шеф жандармов А. Ф. Орлов, М. Н. Муравьёв, П. П. Гагарин и т. д.) 26 июля министром внутренних дел и членом комитета С. С. Ланским был представлен официальный проект реформы. Было предложено создать в каждой губернии дворянские комитеты, имеющие право вносить в проект свои поправки. Эта программа была узаконена 20 ноября 1857 года в рескрипте на имя виленского генерал-губернатора В. И. Назимова. Программа предусматривала уничтожение личной зависимости крестьян при сохранении всей земли в собственности помещиков (вотчинная власть над крестьянами также, согласно документу, оставалась за помещиками); предоставление крестьянам определённого количества земли, за которую они обязаны будут платить оброк или отбывать барщину, и со временем — права выкупа крестьянских усадеб (жилой дом и хозяйственные постройки). Юридическая зависимость ликвидировалась не сразу, а только по истечении переходного периода (12 лет). Рескрипт был опубликован и разослан всем губернаторам страны.
В 1858 для подготовки крестьянских реформ были образованы губернские комитеты, внутри которых началась борьба за меры и формы уступок между либеральными и реакционными помещиками. Комитеты подчинялись Главному комитету по крестьянскому делу (преобразован из Секретного комитета). Боязнь всероссийского крестьянского бунта заставила правительство пойти на изменение правительственной программы крестьянской реформы, проекты которой неоднократно менялись в связи с подъёмом или спадом крестьянского движения.
Новая программа Главного комитета по крестьянскому делу была утверждена царём 21 апреля 1858 года. Программа строилась на принципах рескрипта Назимову. В программе было предусмотрено смягчение крепостной зависимости, но не её ликвидация. Одновременно с этим участились крестьянские волнения. Крестьяне не без основания беспокоились по поводу безземельного освобождения, утверждая, что «одна воля хлебом кормить не станет».
4 декабря 1858 года была принята новая программа крестьянской реформы: предоставление крестьянам возможности выкупа земельного надела и создание органов крестьянского общественного управления. В отличие от предыдущей, эта программа была более радикальной, и к принятию её правительство во многом подтолкнули многочисленные крестьянские волнения (наряду с давлением оппозиции). Эта программа была разработана Я. И. Ростовцевым. Основные положения новой программы были следующими:

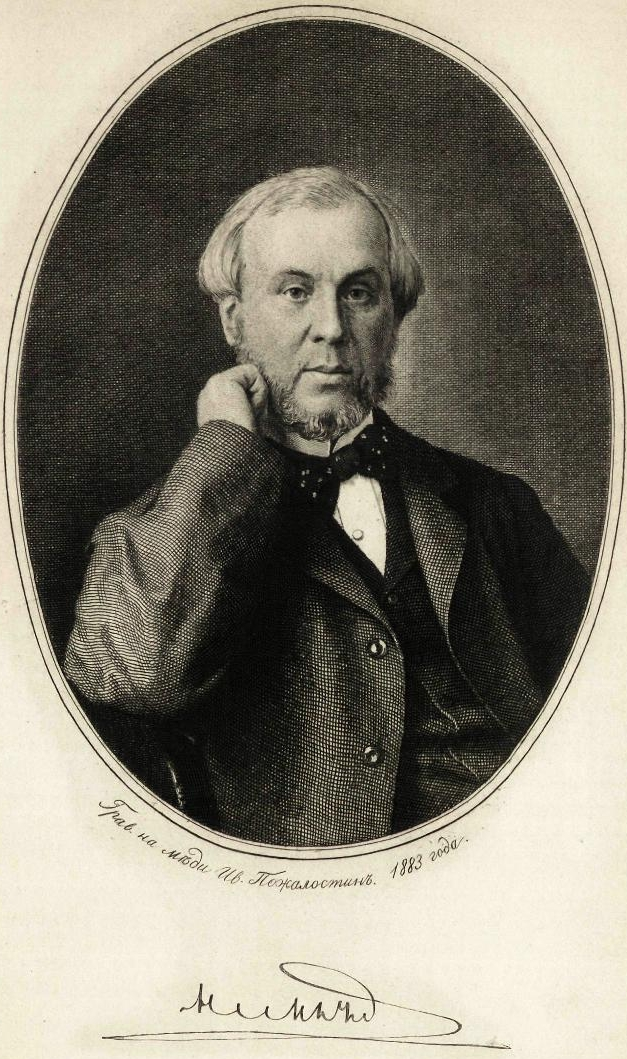
Николай Алексеевич Милютин

- получение крестьянами личной свободы
- обеспечение крестьян наделами земли (в постоянное пользование) с правом выкупа (специально для этого правительство выделяет крестьянам специальный кредит)
- утверждение переходного («срочнообязанного») состояния

Для рассмотрения проектов губернских комитетов и разработки крестьянской реформы в марте 1859 года при Главном комитете были созданы Редакционные комиссии (фактически существовала лишь одна комиссия) под председательством Я. И. Ростовцева. Фактически работой Редакционных комиссий руководил Н. А. Милютин. Проект, составленный Редакционными комиссиями к августу 1859 года, отличался от предложенного губернскими комитетами увеличением земельных наделов и уменьшением повинностей.
В конце августа 1859 года были вызваны депутаты от 21 губернского комитета. В феврале следующего года были вызваны депутаты от 24 губернских комитетов. После смерти Ростовцева место председателя Редакционных комиссий занял консерватор и крепостник В. Н. Панин. Более либеральный проект вызвал недовольство поместного дворянства, и в 1860 в проекте при активном участии Панина были несколько уменьшены наделы и увеличены повинности. Это направление в изменении проекта сохранилось и при рассмотрении его в Главном комитете по крестьянскому делу в октябре 1860 года, и при его обсуждении в Государственном совете с конца января 1861 года.
19 февраля (3 марта) 1861 года в Петербурге император Александр II подписал Манифест «О Всемилостивейшем даровании крепостным людям прав состояния свободных сельских обывателей» и Положение о крестьянах, выходящих из крепостной зависимости, состоявшие из 17 законодательных актов. Обнародован 21 февраля (5 марта) 1861 года.
Манифест «О Всемилостивейшем даровании крепостным людям прав состояния свободных сельских обывателей» от 19 февраля 1861 года сопровождался рядом законодательных актов (всего 22 документа), касающихся вопросов освобождения крестьян, условий выкупа ими помещичьей земли и размеров выкупаемых наделов по отдельным районам России. Основной акт — «Общее положение о крестьянах, вышедших из крепостной зависимости» — содержал главные условия крестьянской реформы:

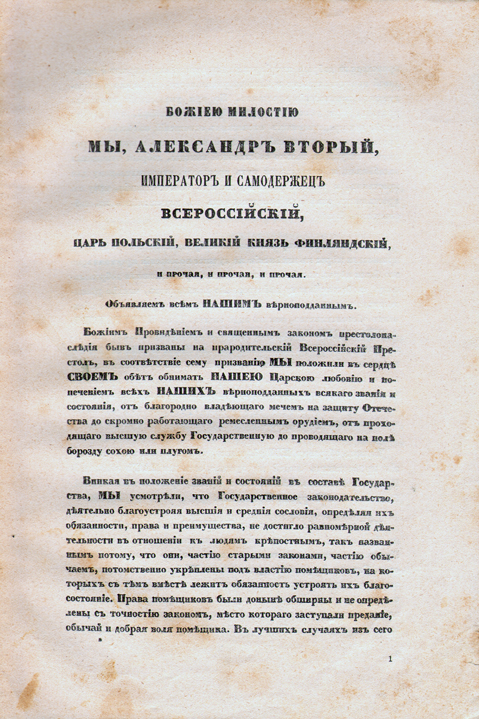
Факсимиле манифеста 19 февраля 1861 года

- крестьяне получали личную свободу и право свободно распоряжаться своим имуществом;
- помещики сохраняли собственность на все принадлежавшие им земли, однако обязаны были предоставить в пользование крестьянам «усадеб оседлость» и полевой надел.
- За пользование надельной землёй крестьяне должны были отбывать барщину или платить оброк и не имели права отказа от неё в течение 9 лет.
- Размеры полевого надела и повинностей должны были фиксироваться в уставных грамотах,[6] которые составлялись помещиками на каждое имение и проверялись мировыми посредниками.
- Крестьянам предоставлялось право выкупа усадьбы и по соглашению с помещиком — полевого надела, до осуществления этого они именовались «временнообязанными» крестьянами.
- Также определялись структура, права и обязанности органов крестьянского общественного управления (сельского и волостного) суда.

Согласно реформе устанавливались максимальные и минимальные размеры крестьянских наделов.
Наделы могли уменьшаться по специальным соглашениям крестьян с помещиками, а также при получении дарственного надела. При наличии в пользовании крестьян наделов меньшего размера помещик обязан был или прирезать недостающую землю от размера минимума (т. н. «прирезки»), или снизить повинности. Прирезки имели место только в том случае, если за помещиком остаётся не менее трети (в степных зонах — половины) земель. За высший душевой надел устанавливался оброк от 8 до 12 руб. в год или барщина — 40 мужских и 30 женских рабочих дней в год. Если надел был больше высшего, то помещик отрезал в свою пользу «лишнюю» землю. Если надел был менее высшего, то повинности уменьшались, но не пропорционально.
В результате этого средний размер помещичьего надела пореформенного периода составлял 3,3 десятины на душу, что было меньше, чем до реформы. В чернозёмных губерниях помещики отрезали у крестьян пятую часть их земель. Самые большие потери понесли крестьяне Поволжья. Помимо отрезков, другими инструментами ущемления прав крестьян были переселения на неплодородные земли, лишение выпасов, лесов, водоёмов, загонов и других необходимых каждому крестьянину угодий. Трудности для крестьян представляла и чересполосица, вынуждавшая крестьян арендовать у помещиков земли, которые вдавались клиньями в крестьянские наделы.
Знаменитая речь «народника» И. Н. Мышкина на процессе «193-х» (1877), в частности, гласила: «Крестьяне увидели, что их наделили песком и болотами и какими-то разбросанными клочками земли, на которых невозможно вести хозяйство… когда увидели, что это сделано с соизволения государственной власти, когда увидели, что нет той таинственной статьи закона, которую они предполагали как охраняющую народные интересы… то убедились, что им нечего рассчитывать на государственную власть, что они могут рассчитывать только на самих себя.»
Крестьяне находились во временнообязанном состоянии вплоть до заключения выкупной сделки. На первых порах срок этого состояния не указывался. 28 декабря 1881 года он в конце концов был установлен. Согласно постановлению все временнообязанные крестьяне переводились на выкуп с 1 января 1883 года. Подобная ситуация имела место только в центральных регионах империи. На окраинах временнообязанное состояние крестьян сохранялось вплоть до 1912—1913 гг.
Во время временнообязанного состояния крестьяне обязаны были за пользование землёй платить оброк и трудиться на барщине. Размер оброка за полный надел составлял 8—12 рублей в год. Прибыльность надела и размер оброка никак не были связаны. Самый высокий оброк (12 рублей в год) платили крестьяне Петербургской губернии, земли которой были крайне неплодородны. Напротив, в чернозёмных губерниях величина оброка была значительно ниже.
Ещё одним пороком оброка была его градированность, когда первая десятина земли оценивалась дороже остальных. Например, в нечернозёмных землях при полном наделе в 4 десятины и оброке в размере 10 рублей за первую десятину крестьянин платил 5 рублей, что составляло 50 % от суммы оброка (за последние две десятины крестьянин уплачивал по 12,5 % от общей суммы оброка). Это вынуждало крестьян покупать земли, а помещикам давало возможность выгодно сбывать неплодородные земли.
Барщину обязаны были отбывать все мужчины в возрасте от 18 до 55 лет и все женщины в возрасте от 17 до 50 лет. В отличие от прежней барщины, пореформенная барщина была более ограниченна и упорядоченна. За полный надел крестьянину полагалось отработать на барщине не более 40 мужских и 30 женских дней.
Остальные «Местные положения» в основном повторяли «Великороссийское», но с учётом специфики своих районов. Особенности Крестьянской реформы для отдельных категорий крестьян и специфических районов определялись «Дополнительными правилами» — «Об устройстве крестьян, водворённых в имениях мелкопоместных владельцев, и о пособии сим владельцам», «О приписанных к частным горным заводам людях ведомства Министерства финансов», «О крестьянах и работниках, отбывающих работы при Пермских частных горных заводах и соляных промыслах», «О крестьянах, отбывающих работы на помещичьих фабриках», «О крестьянах и дворовых людях в Земле Войска Донского», «О крестьянах и дворовых людях в Ставропольской губернии», «О крестьянах и дворовых людях в Сибири», «О людях, вышедших из крепостной зависимости в Бессарабской области».
«Положение об устройстве дворовых людей» предусматривало освобождение их без земли и усадьбы, однако в течение 2 лет они оставались в полной зависимости от помещика. Дворовые слуги в то время составляли 6,5 % крепостных крестьян. Таким образом, огромное количество крестьян оказалось практически без средств к существованию.
Положение «О выкупе крестьянами, вышедшими из крепостной зависимости, их усадебной оседлости и о содействии правительства к приобретению сими крестьянами в собственность полевых угодий» определяло порядок выкупа крестьянами земли у помещиков, организацию выкупной операции, права и обязанности крестьян-собственников. Выкуп же полевого надела зависел от соглашения с помещиком, который мог обязать крестьян выкупать землю по своему требованию. Цена земли определялась оброком, капитализированным из 6 % годовых. В случае выкупа по добровольному соглашению крестьяне должны были внести помещику дополнительный платёж. Основную сумму помещик получал у государства.
Крестьянин обязан был немедленно уплатить помещику 20 % выкупной суммы, а остальные 80 % вносило государство. Крестьяне должны были погашать её в течение 49 лет ежегодно выкупными платежами. Ежегодный платёж составлял 6 % выкупной суммы. Таким образом, крестьяне суммарно уплачивали 294 % выкупной ссуды. Уплата выкупных платежей была прекращена в 1906 году в условиях революции 1905. К 1906 году крестьяне заплатили 1 млрд 570 млн рублей выкупа за земли, стоившие 544 млн рублей. Таким образом крестьяне фактически уплачивали тройную сумму.

## Реформа самоуправления

### Земское положение

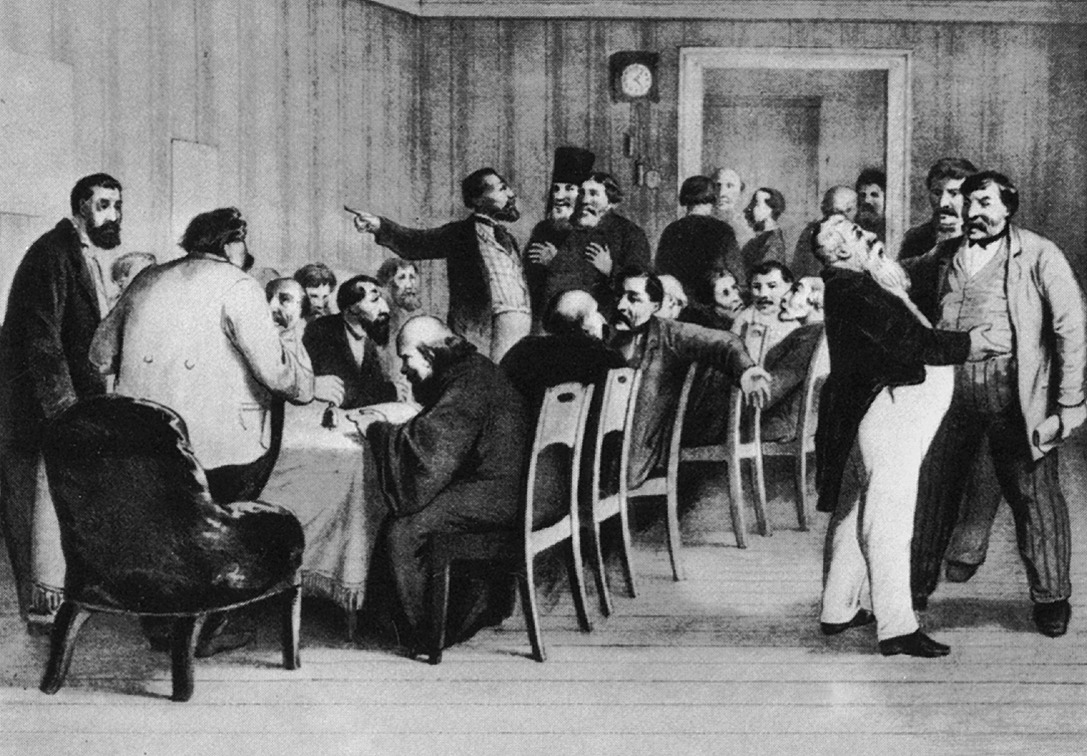
Земское собрание в провинции. Гравюра, 1865 год

Земская реформа 1 января 1864 года — Реформа состояла в том, что вопросы местного хозяйства, взыскание налогов, утверждение бюджета, начального образования, медицинского и ветеринарного обслуживания отныне поручались выборным учреждениям — уездным и губернским земским управам. Выборы представителей от населения в земство (земских гласных) были двухстепенными и обеспечивали численное преобладание дворян. Гласные из крестьян составляли меньшинство. Так, в составе уездных гласных в 1865—1867 гг. крестьяне составляли 38 %, в то время как дворяне — 42 %, а вместе с духовными лицами и купцами — 59 %. В составе губернских гласных крестьяне составляли 11 %, дворяне и чиновники — 74 %, а вместе с духовными лицами и купцами — 89 %. Примерно такой же состав сохранялся в последующие 25 лет, при некотором увеличении в уездных земствах роли купцов и «кулаков», выделившихся из крестьян. Избирались сроком на 4 года.
Земства занимались решением вопросов местного управления. В то же время во всем, что касалось интересов крестьян, земства руководствовались интересами помещиков, контролировавших их деятельность. Как писал П. А. Зайончковский, «органы крестьянского „самоуправления“ целиком зависели первоначально от местных дворян в лице мировых посредников, а после уничтожения последних, в 1874 г., от полицейской администрации. „Самоуправление“ явилось просто фикцией, и выборные должности замещались по указанию помещика и местных кулаков-мироедов. Произвол и всякого рода беззакония представителей крестьянской администрации были повседневным явлением».
Помимо того, земские учреждения на местах были подчинены царской администрации и в первую очередь губернаторам. Земство состояло из земских губернских собраний (законодательная власть) и земских управ (исполнительная власть).

### Городовое положение

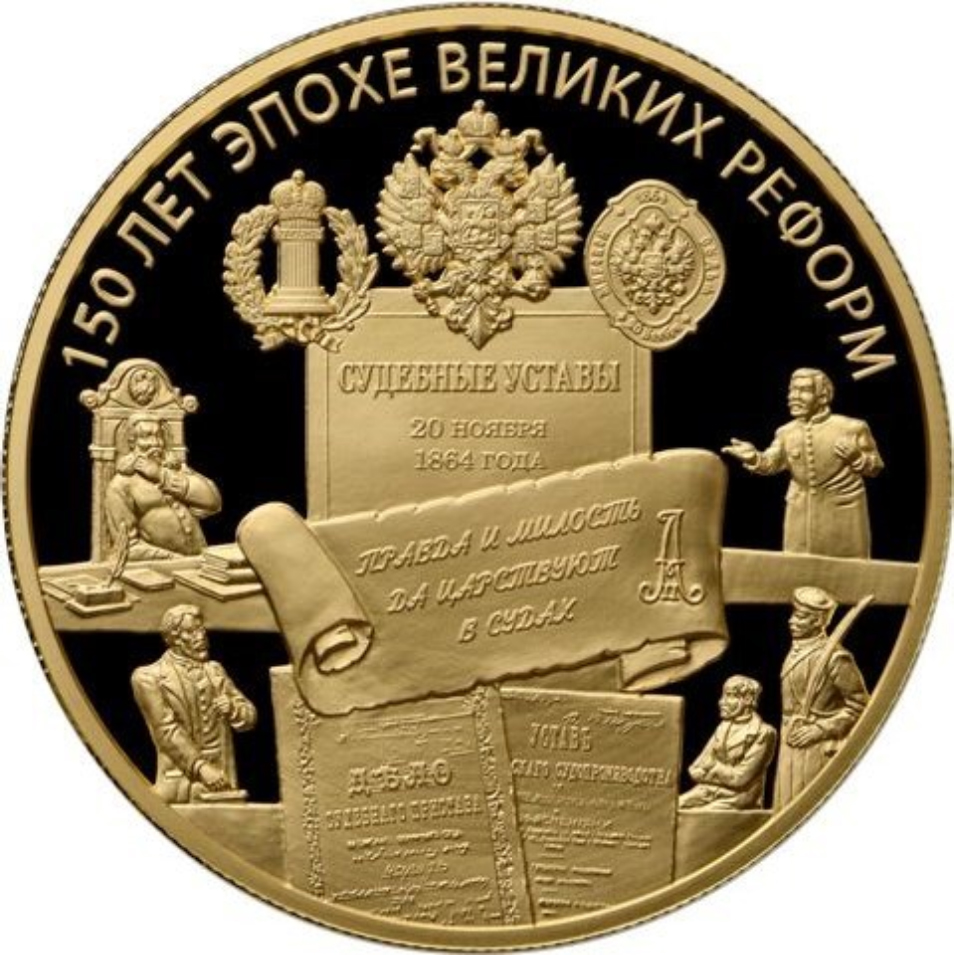
150 лет эпохе великих реформ
(Памятная монета Банка РФ)

Городская реформа 1870 года — Реформа заменила существовавшие ранее сословные городские управления городскими думами, избиравшимися на основе имущественного ценза. Система этих выборов обеспечивала преобладание крупных купцов и фабрикантов. Представители крупного капитала руководили коммунальным хозяйством городов, исходя из своих интересов, уделяя внимание развитию центральных кварталов города и не обращая внимания на окраины. Органы государственного управления по закону 1870 года также подлежали надзору правительственных властей. Принятые думами решения получали силу только после утверждения царской администрацией.
Историки следующим образом комментировали реформу самоуправления. М. Н. Покровский указывал на её противоречивость: по многим позициям «самоуправление реформой 1864 года было не расширено, а, наоборот, сужено, притом чрезвычайно существенно». И приводил примеры такого сужения — переподчинение местной полиции центральной власти, запреты местным властям устанавливать многие виды налогов, ограничение других местных налогов размером не более 25 % от центрального налога и т. д. Кроме того, в результате реформы власть на местах оказалась в руках крупных помещиков (в то время как ранее она находилась в основном в руках чиновников, подчинявшихся непосредственно царю и его министрам).
Одним из результатов стали изменения в местном налогообложении, принявшем после завершения реформы самоуправления дискриминационный характер. Так, если ещё в 1868 г. крестьянская и помещичья земля облагалась местными налогами примерно одинаково, то уже в 1870-е гг. местные налоги, взимаемые с десятины крестьянской земли, в два-четыре раза превышали налоги, взимаемые с десятины земли помещичьей. В дальнейшем в земствах распространилась практика порки крестьян за различные провинности (что ранее было в основном прерогативой самих помещиков). Известны многочисленные примеры произвола местных органов самоуправления в отношении крестьян Таким образом, самоуправление при отсутствии реального равенства сословий и при поражении в политических правах большинства населения страны привело к усилению дискриминации низших сословий высшими.

## Судебная реформа

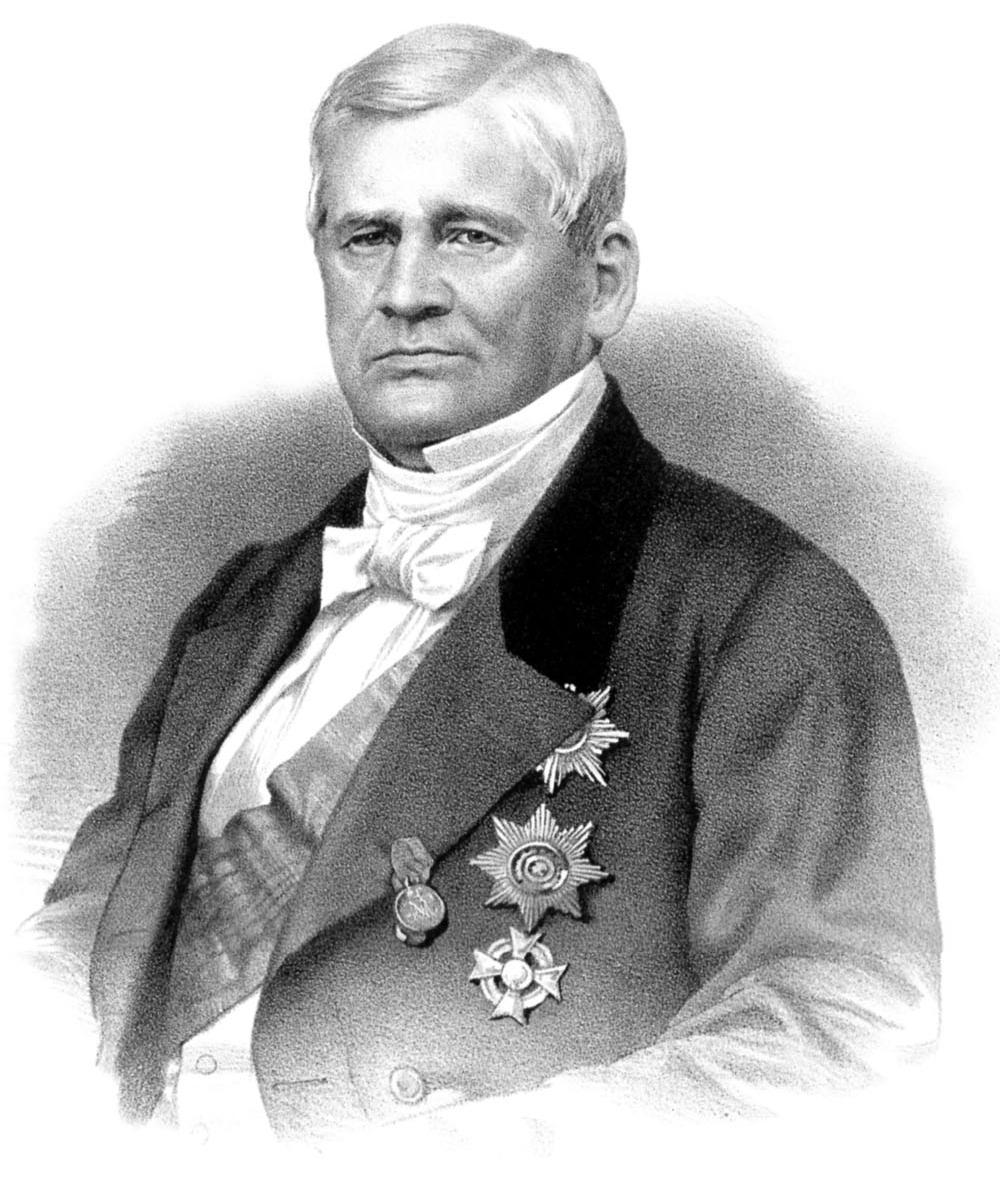
Министр юстиции Д. Н. Замятнин, курировавший проведение судебной реформы

Судебный устав 1864 года — Устав вводил единую систему судебных учреждений, исходя из формального равенства всех социальных групп перед законом. Судебные заседания проводились с участием заинтересованных сторон, были публичными, и отчёты о них публиковались в печати. Тяжущиеся стороны могли нанимать для защиты адвокатов, имевших юридическое образование и не состоявших на государственной службе. Новое судоустройство отвечало потребностям капиталистического развития, но на нём всё ещё сохранялись отпечатки крепостничества — для крестьян создавались особые волостные суды, в которых сохранялись телесные наказания. По политическим процессам, даже при оправдательных судебных приговорах, применяли административные репрессии. Политические дела рассматривались без участия присяжных заседателей и т. д. В то время как должностные преступления чиновников оставались неподсудными общим судебным инстанциям.
Вместе с тем, осуществить судебную реформу удалось далеко не на всей территории Российской империи. В труде М. М. Ковалевского указывалось, что во многих губерниях судебная реформа проводилась со значительными отклонениями от Судебных уставов 1864 г. Это касалось и судов присяжных, которые во многих губерниях так и не были введены. В частности, суды присяжных не избирались в губерниях, городах и районах, где не было введено местное самоуправление; на национальных окраинах, где население плохо говорило по-русски; а также в Сибири и на Кавказе, ввиду их большой удаленности от столицы.

### Политические дела
Если в отношении обычного гражданского и уголовного судопроизводства судебная реформа привела к положительным результатам, включая большую открытость и демократичность судебных процедур, то того же нельзя сказать о судопроизводстве в отношении «политических дел». В этой сфере в эпоху Александра II фактически происходил рост полицейского и судебного произвола. Например, следствие по делу 193 народников (процесс 193-х по делу хождения в народ) тянулось почти 5 лет (с 1873 по 1878), и в течение следствия они подвергались избиениям (чего, например, при Николае I не было ни по делу декабристов, ни по делу петрашевцев). Как указывали историки, власти держали арестованных годами в тюрьме без суда и следствия и подвергали их издевательствам перед создаваемыми огромными судебными процессами (за процессом 193-х народников последовал процесс 50-ти рабочих). А после процесса 193-х, не удовлетворившись вынесенным по суду приговором, Александр II в административном порядке ужесточил судебный приговор — в нарушение всем ранее провозглашенным принципам судебной реформы.
Ещё одним примером роста судебного произвола в политической области является казнь четверых офицеров — Иваницкого, Мрочека, Станевича и Кеневича — которые в 1863—1865 гг. вели агитацию в целях подготовки крестьянского восстания. В отличие, например, от декабристов, которые организовали два восстания (в Петербурге и на юге страны) с целью свержения царя, убили нескольких офицеров, генерал-губернатора Милорадовича и едва не убили брата царя, четверо офицеров при Александре II понесли такое же наказание (казнь), как и 5 лидеров декабристов при Николае I, всего лишь за агитацию среди крестьян.
В последние годы царствования Александра II, на фоне роста протестных настроений в обществе, были введены беспрецедентные полицейские меры, по существу отменившие действие и Судебного устава 1864 г., и законов о местном самоуправлении. Власти и полиция получили право отправлять в ссылку любое показавшееся подозрительным лицо, проводить обыски и аресты, без согласования с судебной властью, выносить политические преступления на суды военных трибуналов — с применением ими наказаний, установленных для военного времени. Назначенные в губернии временные генерал-губернаторы получили исключительные полномочия, что привело в ряде мест к чудовищному произволу, от которого страдали не столько революционеры и террористы, сколько мирное население. Историк А. А. Корнилов в 1909 году характеризовал эти меры правительства Александра II как «белый террор».

## Военная реформа
Поражение России в Крымской войне наглядно продемонстрировало ветхость её военной машины и необходимость всеобъемлющего реформирования. Военные реформы Д. А. Милютина начались в конце 1850-х годов и проводились в несколько этапов. С 1862 года вводились военные округа. Центральным элементом реформы стал Манифест о всеобщей воинской повинности и Устав о воинской повинности 1 января 1874 года, которые ознаменовали переход от принципа рекрутского набора в армии к всесословной воинской повинности. Целью военных реформ было сокращение армии в мирное время и одновременно обеспечение возможности её развёртывания во время войны. В результате военных реформ произошло:
- сокращение численности армии на 40 %;
- создание сети военных и юнкерских училищ, куда принимались представители всех сословий;
- усовершенствование системы военного управления, введение военных округов (1864 год), создание Главного штаба;
- создание гласных и состязательных военных судов, военной прокуратуры;
- отмена телесных наказаний (за исключением розог для особых «оштрафованных») в армии;
- перевооружение армии и флота (принятие нарезных стальных орудий, новых винтовок и т. д.), реконструкция казённых военных заводов;
- введение всеобщей воинской повинности в 1874 году вместо рекрутского набора и сокращение сроков службы. По новому закону, призываются все молодые люди, достигшие 20 лет, но правительство каждый год определяет необходимое число новобранцев, и по жребию берет из призывников только это число, хотя обычно на службу призывалось не более 20-25 % призывников. Призыву не подлежали единственный сын у родителей, единственный кормилец в семье, а также если старший брат призывника отбывает или отбыл службу. Взятые на службу числятся в ней: в сухопутных войсках 15 лет — 6 лет в строю и 9 лет в запасе, во флоте — 7 лет действительной службы и 3 года в запасе. Для получивших начальное образование срок действительной службы сокращается до 4-х лет, окончивших городскую школу — до 3-х лет, гимназию — до полутора лет, а имевших высшее образование — до полугода.
- разработка и введение в войска новых воинских законов.

## Реформа народного просвещения

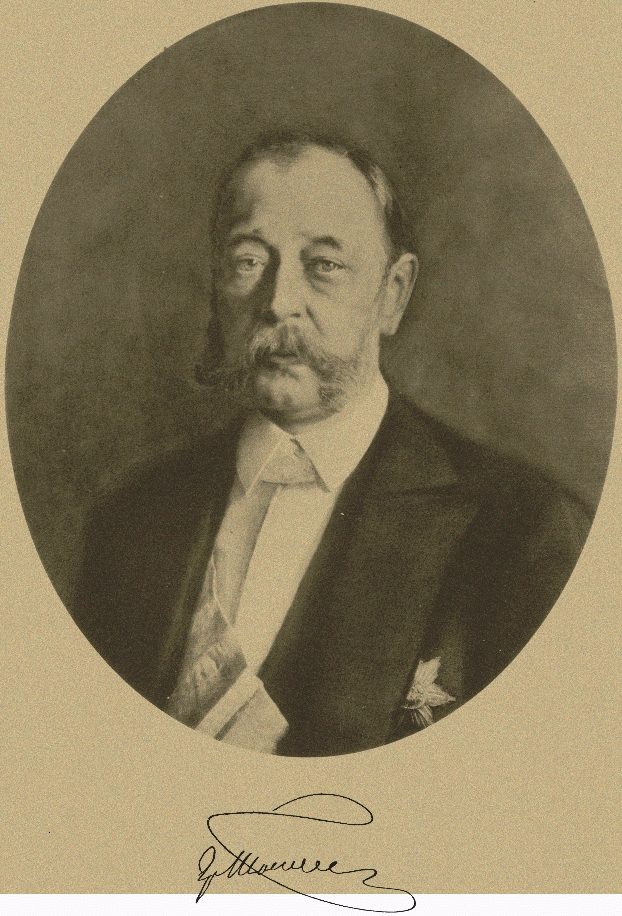
Граф Д. А. Толстой, министр народного просвещения в 1866-80 гг.

Университетский устав 1863 года для высших учебных заведений вводил частичную автономию университетов — выборность ректоров и деканов и расширение прав профессорской корпорации. В 1865 году были открыты в Одессе первый в Новороссии классический университет и в Москве Петровская земледельческая и лесная академия. В 1869 году в Москве были открыты первые в России высшие женские курсы с общеобразовательной программой. В 1878 открылись женские Бестужевские курсы в Петербурге.
В ходе реформ 1860-х годов была расширена сеть народных училищ. Наряду с классическими гимназиями были созданы реальные гимназии (училища) в которых основной упор делался на преподавание математики и естественных наук. В 1864 был утверждён новый Школьный устав, по которому в стране вводились гимназии и реальные училища.
Реформы проводились под руководством министра просвещения А. В. Головнина. Его отставка и замена Д. А. Толстым в 1866 г. после покушения Каракозова могут рассматриваться как переход к контрреформам уже в царствование Александра II. С Толстым Д. А. связывают преобладание латинского и греческого языков в программе гимназий, ограничения при поступлении в вуз для выпускников реальных училищ: они могли держать экзамены только в технические институты, университеты были для них закрыты ввиду незнания латыни.
Некоторые элементы реформы образования современники рассматривали как дискриминацию низших сословий. Как указывал историк Н. А. Рожков, в реальных гимназиях, введенных для выходцев из низших и средних слоев общества, не обучали древним языкам (латинскому и греческому), в отличие от обычных гимназий, существовавших только для высших классов; но знание древних языков сделали обязательным при поступлении в вузы. Так, по мнению историка, для широкой массы населения был фактически закрыт доступ в вузы.
В последние годы царствования Александра II были приняты решения (о введении полицейского контроля в вузах, о предоставлении духовенству преобладающего участия в заведовании народными школами, об ограничении принятия в вузы «лиц, материально не обеспеченных» и др.), которые, по оценке марксистских историков, перечёркивали результаты реформы.

## Национальные реформы
Рядом указов, выпущенных в период с 1859 по 1880 год, значительная часть евреев получила право беспрепятственно расселяться по территории России. Как пишет А. И. Солженицын, право свободного расселения получили купцы, ремесленники, врачи, юристы, выпускники университетов, их семьи и обслуживающий персонал, а также, например, «лица свободных профессий». В 1880 году циркуляром министра внутренних дел было разрешено оставить на жительство вне черты оседлости тех евреев, кто поселился незаконно.
Были продолжены реформы в Финляндском княжестве, присоединённом к Российской империи по итогам русско-шведской войны 1808—1809 годов. 4 апреля 1860 года по указу императора на территории Великого Княжества Финляндского была введена собственная валюта — марка. В 1863 году в Гельсингфорсе после более чем полувекового перерыва собрался финляндский сейм, по решениям которого окончательно оформилась четырёхсоставная (четырёхсословная) система сейма.
Было разрешено издание учебной, художественной и религиозной литературы на финском языке. Позже на законодательном уровне было признано равноправие шведского и финского языков в суде и администрации и принят рескрипт об официальном установлении финского языка как государственного.
Александром II было разрешено издавать газеты на национальных языках. 6 (18) сентября 1861 года первый номер Barometern вышел в Российской империи. Это была первая газета на шведском языке, регулярно издаваемая в России. Уже в первые годы издания финский Barometern становится «либеральным идеалом» для жителей Финляндии, говорящих на шведском языке.

## Общественный подъём
Реформы вызвали небывалое оживление интереса к социально-политическим вопросам в образованных слоях общества. Даже верноподданическая «Северная пчела» признавала: «В самых глухих городах, где до сих пор все насущные интересы состояли в картах, водке, взятках и сплетнях, являются публичные библиотеки, журналы и газеты, везде проснулась и воспрянула умственная жизнь». Ослабление цензуры прежде всего сказалось на количестве разрешённых периодических изданий: с 1851 по 1855 год было разрешено лишь 31 издание, а в следующее пятилетие их появилось уже 147. Журналистика превратилась в такой же мощный рупор общественного мнения, как и литература. Неслучайно именно в правление Александра II увидели свет наиболее известные в мире произведения русской литературы (в диапазоне от «Обломова» до «Братьев Карамазовых»).
Молодое поколение интеллигенции («шестидесятники»), в котором преобладали разночинцы, было скептически настроено к дворянскому наследию дореформенной России и открыто декларировало разрыв с ним — что побудило наблюдателей окрестить их нигилистами (от лат. nihil — «ничто»). В общественное движение впервые включились молодые женщины, которые стремились к эмансипации, то есть к равенству с мужчинами, к приобретению профессии. Радикальная молодёжь считала проведённые реформы недостаточными, требовала дальнейшей демократизации общественного устройства и мечтала о революционных преобразованиях; эти «революционные демократы» представляют первое поколение революционного движения в России.
Часть умеренных либералов перешла в стан охранителей после начала сепаратистского восстания в Польше (январь 1863 года). Загадочные петербургские пожары 1862 года породили в сознании правительства призрак радикального террора и вызвали первую после начала реформ волну реакции (на полгода было приостановлено издание «Современника» и «Русского слова»). Призрак этот обрёл плоть в апреле 1866 года, когда бывший студент Каракозов совершил первое покушение на императора, положив начало полувековой эпохе революционного терроризма. Это не имевшее прецедентов покушение вызвало шок в обществе, заставив многих взглянуть на реформы новыми глазами и пересмотреть своё к ним отношение; последовала вторая волна реакции, во время которой некоторые ключевые проводники реформ были заменены их противниками.